# Електрик Дейзи Карнивал
Електрик Дейзи Карнивал (EDC), e ежегоден фестивал за електронна музика, сред най-големите фестивали за електронна танцова музика в света, провеждан в Лас Вегас, щата Невада, САЩ.
Фестивалът е истински карнавал с въздушни представления и барабани, факири и акробати на кокили.
Във фестивала участват предимно световни звезди като Мартин Гарикс, Армин Ван Бюрен, Димитри Вегас & Лайк Майк, Yellow Claw, Tiёsto и други. Фестивалът включва всички видове електронна музика.
От началото на фестивала той се провежда не само в САЩ, но и в Мексико, Япония, Китай, Пуерто Рико, Великобритания, Бразилия и Индия.
През 2009 г. продължителността на фестивала е удължена до двудневно събитие. През 2011 г. 230 000 души присъстваха на тридневното събитие в Лас Вегас. През 2015 г. тя привлече повече от 400 хиляди души.

## История
Първият EDC фестивал се провежда в началото на 90-те години на открито в Пакойм, Лос Анджелис, Калифорния  .

### 1997 – 1998
През 1998 г. фестивалът се провежда в зала Shrine Expo в Лос Анджелис.

### 1999 – 2010
През 1999 г. EDC се провежда в аквапарка Lake Dolores в Нюбъри Спрингс, Калифорния.
През 2000 г. EDC се премества в окръг Туларе, Калифорния за Ag Expo.
През 2001 г. EDC пътува до южна Калифорния в язовир Хансен, където за първи път се разширява на няколко етапа: Merry Go Round, Fun House, Clown Alley, Confusin '& Amuzin' Mirror Maze, Bassrush Arena и Cosmic Healing Temple.
През 2001 г. EDC се провежда извън Калифорния за първи път. То се провежда в Остин, Тексас. През същата година второто издание на EDC в Тексас беше представено в конгресния център на окръг Травис в Остин, Тексас.
През 2002 г. Queen Mary Events стана място, където се провежда EDC.
От 2003 до 2006 г. EDC се провежда в Сан Бернардино в NOS Events Center.
През 2007 – 2009 г. EDC се провежда за първи път в Лос Анджелис, в Мемориалния Колизеум и експозиционен парк. Тогава неочаквано голямата посещаемост предизвика огромни опашки и дълги часове на изчакване пред входа. Според някои изявления посещаемостта достига 65 хиляди души.
През 2010 г. фестивалът се провежда в Лос Анджелис, в „Мемориал Колизеум“, тогава е един от най-посещаваните, броят на посетителите достига 185 хиляди души.

### 2010 – до момента
През 2011 г. EDC се премества от Лос Анджелис в Лас Вегас. Събитието се провежда от 24 до 26 юни в Лас Вегас Мотор Спидвей. Според докладите 230 хиляди души са присъствали на фестивала за три дни. През същата година фестивалът се провежда в Орландо, Колорадо, Далас и Пуерто Рико.
През 2012 г. EDC увеличава присъствието си с 30%, като общо фестивалът е бил посетен от 320 хиляди души за три дни. През същата година фестивалът се провежда в Орландо и Ню Йорк.
2013 EDC Лас Вегас се провежда от 21 до 23 юни. През същата година фестивалът се провежда в Лондон, Чикаго, Ню Йорк, Орландо и Пуерто Рико.
2014 EDC се провежда в Лас Вегас Motor Speedway от 20 до 22 юни. Всички 345 хиляди билета са продадени. Също така тази година фестивалът се провежда във Великобритания, Орландо, Пуерто Рико, Ню Йорк и Мексико.
През 2015 г. фестивалът отново се провежда в Лас Вегас Мотор Спидвей в Лас Вегас от 19 до 22 юни.
През 2016 г. фестивалът се провежда и в Лас Вегас Мотор Спидвей от 17 до 19 юни. През същата година се провежда и в Мексико, Ню Йорк, Великобритания, Орландо и Индия.
През 2017 г. EDC се завърна в Лас Вегас Мотор Спидвей с фестивала, който се провежда от 16 до 19 юни. В първия ден на събитието фестивалът беше посетен от над 135 хиляди души. Фестивалът се провежда в Мексико, Великобритания и Орландо.
През 2018 г. EDC се провежда в Лас Вегас Motor Speedway от 18 до 20 май. Фестивалът ще се провежда и в Шанхай, Япония и Орландо.

## Трагични събития
На фестивала през 2010 г. през уикенда почина 15-годишно момиче, от свръхдоза наркотици. Момичето беше едно от двамата посетители на фестивала, които бяха отведени в Калифорнийския медицински център в критично състояние този ден. Според правилата за посещение, публикувани на официалния уебсайт, момичето е трябвало да е на поне 16 години, за да стигне до карнавала. В тази връзка възниква въпросът: как едно момиче може да получи прием. По-късно тя и втори пациент, които са били тежко болни, са откарани в централната болница в Лос Анджелис. И двамата са лекувани от наркотична интоксикация в интензивното отделение.
„Момичето, пристигнало в болницата в критично състояние, имаше сериозни проблеми с дишането. По време на престоя си в болницата тя не се оправи “, каза Катрина Салгадо, болничен работник. Пациентът починал малко преди 17:30 часа във вторник.